# Бирч, Элизабет
Элизабет Бирч — американский общественный деятель, по профессии корпоративный менеджер. В январе 1995 года переехала в Вашингтон и возглавила организацию Кампания за права человека (HRC) — одну из крупнейших и наиболее влиятельных ЛГБТ-организаций в США. Элизабет Бирч и ранее была активисткой ЛГБТ-движения. Период её руководства был очень удачным для HRC — именно в этот период организация значительно выросла как в количественном отношении, так и в отношении бюджета и политического влияния.
Элизабет Бирч окончила Гавайский университет в 1980 году со степенью магистра права, и затем защитила докторскую диссертацию по праву в Юридической школе Университета Санта-Клара. До 2006 года она находилась в гражданском браке с Хилари Роузен, бывшим исполнительным директором RIAA. У них двое детей — мальчик и девочка.
В 2002 году HRC под руководством Бирч смогла купить престижный многоэтажный офис для своей головной штаб-квартиры в Вашингтоне. Бирч оставалась исполнительным директором HRC до января 2004 года. В 2004 году она покинула пост, мотивируя желанием больше времени уделять семье, а именно гражданской супруге Хилари Роузен и детям. На её место была избрана Черил Джекс, что было весьма неудачным выбором для организации. Всего через 11 месяцев она со скандалом оставила пост. После увольнения Черил Джекс, Хилари Роузен некоторое время была исполняющей обязанности главы HRC до избрания нового главы. В этот период журналисты нередко писали, что фактической руководительницей организации снова стала Элизабет Бирч, через свою гражданскую супругу.
Элизабет Бирч была старшим советником сенатора Говарда Дина во время его президентской избирательной кампании. Сейчас она представляет Keppler Associates, являясь официальным спикером организации. До прихода на пост главы HRC в 1995 году Элизабет Бирч руководила отделом PR фирмы Apple Computer и была генеральным консультантом дочерней фирмы Apple — Claris.
В 2000 году Элизабет Бирч стала первым в истории США лидером ЛГБТ организации, удостоившимся чести выступать на пленарном заседании общенационального конгресса Демократической партии США.
В 2004 году Элизабет Бирч основала консалтинговую фирму «Бирч энд компани», с офисами в Нью-Йорке и Вашингтоне. Среди прочих клиентов «Бирч энд компани» — KidRo Productions, Inc., руководимая Рози О’Доннелл, и благотворительный фонд «Всё для детей», также основанный Рози О’Доннелл.
Элизабет Бирч также ведет ток-шоу на американском телевидении here!. Среди гостей её программы побывали Патрик Бьюкенен, Рози О’Доннелл и Джон Льюис.